# XB-46 (航空機)
XB-46
XB-46
- 用途：爆撃機
- 分類：中型爆撃機
- 製造者：コンベア社
- 運用者：　アメリカ陸軍航空隊
- 初飛行：1947年4月2日
- 生産数：1機
- 生産開始：1947年
- 運用状況：1947年8月 計画中止
- ユニットコスト：490万ドル（開発計画予算）

XB-46 (英語:Convair XB-46) とは、アメリカ合衆国の航空機メーカーであるコンベアが1940年代中頃に開発した中型ジェット爆撃機である。試作のみで、量産されることはなかった。

## 概要
第二次世界大戦中の1944年、ドイツ空軍が実用化していたアラドAr234などのジェット爆撃機に対抗するために、アメリカ陸軍航空軍 (USAAF) は「重量80,000ポンドから200,000ポンドまでの範囲の中型爆撃機」の実用化要求を出した。これに対し、コンベア社ではModel 109を提案し、1944年11月にXB-46として開発契約がなされた。
XB-46には試作機3機の製作契約がなされ、予算が付いたため陸軍航空軍のシリアルナンバーも45-59582～59584が割り当てられた。
このUSAAFの提案要求に対して他社も応募しており、ノースアメリカン社のXB-45、ボーイング社のXB-47、マーチン社のXB-48があった。これらを合わせて「1945年組」と呼ばれる機体で、いずれも直線翼の、従来型の双発中型爆撃機をエンジンのみジェットに変更したとも言えるデザインであったが、XB-47は米軍が占領したドイツの研究所からもたらされた後退翼の理論を取り入れて大幅に設計が変更され、高い性能を示して「本命」となり、他の3機種はXB-47に対する「保険」とされた。
結局、XB-45のみがB-45　トーネードとして1947年に制式採用に至り、B-47が1948年に配備開始されるとB-45も退役している。

## 開発
XB-46の1号機は1947年4月2日に初飛行し、パイロットはその飛行特性を称賛した。飛行テストは1947年9月までに64回、127時間後行われたが、機体の飛行特性とは対照的に、エンジン系統の問題点が明らかになった。
エンジン系統の問題の他にも、細くスマートなデザインの胴体にレーダー装備が十分に出来るか疑問視され、XB-46が早々にキャンセルされる可能性が出てきた。そのためコンベア社では完成に近づいている1号機のみを耐空性試験用に製造を続行し、残る2機は攻撃機に設計変更することを提案した。空軍は提案を承認し、残るXB-46試作機2機の契約を1946年12月にキャンセルし、XA-44の名称で新たに攻撃機2機を発注した。
結局XB-46のテストは1947年8月に中止された。これは対抗馬であったノースアメリカンのB-45が1947年1月に制式採用され、量産が行なわれることが決定したためであった。
その後は火器管制システムなどのテストに使用され、1951年1月13日にオハイオ州にあるライト・パターソン空軍基地の国立アメリカ空軍博物館に送られたが、1952年2月28日に機首部分を除いて廃棄処分された。

## 機体
XB-46の特徴は細長い魚雷形の胴体で、肩翼配置の直線デイビス翼形の主翼を有している。推力3,820lbfのJ35-C3軸流式ターボジェットエンジン4基を2基ずつまとめて左右主翼中ほどに搭載していた。操縦士席はタンデム形式で、機首に爆撃手席がある。尾部には遠隔操作式の自衛用12.7mm連装機銃を搭載した。

## 性能要目
- 全長：32.23 m
- 全幅：34.44 m
- 高さ：8.51 m
- 翼面積：119.4 m2
- 空虚重量：21,800 kg
- ロード重量：34,100 kg
- 最大離陸重量：42,800 kg
- エンジン：アリソン J35-A-3 ターボジェット, 4,000 lbf (18 kN) 4基
- 最大速度：877 km/h
- 航続距離：4,260 km
- 実用上昇限界高度：12,000 m
- 武装：M3 12.7 mm機関銃2挺　爆弾 22,000ポンド (10,000Kg)

- 乗員 3名